# Telescópio Espacial Nancy Grace Roman
O Telescópio Espacial Nancy Grace Roman (abreviado como Roman, Roman Space Telescope ou RST, e anteriormente como Wide-Field Infrared Survey Telescope ou WFIRST ) é um telescópio espacial de infravermelho da NASA que está em desenvolvimento e que tem lançamento programado para maio de 2027.
O Telescópio Espacial Roman é baseado em um espelho primário de amplo campo de visão (2.4 m (7.9 ft)) que carregará dois instrumentos científicos, o Wide-Field Instrument (instrumento de campo amplo) e o Instrumento Coronográfico. O Wide-Field Instrument (WFI) é uma câmera multibanda visível e infravermelha próxima de 300,8 megapixels, fornecendo uma nitidez de imagens comparável à alcançada pelo Telescópio Espacial Hubble sobre uma área de visão de 0,28 graus quadrados, 100 vezes maior do que as câmeras de imagem do Hubble. O Instrumento Coronográfico (CGI) é uma câmera e espectrômetro de alto contraste com pequeno campo de visão que cobre comprimentos de onda visíveis e infravermelho próximo usando uma nova tecnologia de supressão de luz estelar.
Os objetivos declarados incluem uma busca por planetas extra-solares usando microlentes gravitacionais, juntamente com a sondagem da cronologia do universo e do crescimento da estrutura cósmica, com o objetivo final de medir os efeitos da energia escura, a consistência da relatividade geral e da curvatura do espaço-tempo .
Roman foi recomendado em 2010 pelo comitê de Pesquisa Decadal do Conselho Nacional de Pesquisa dos Estados Unidos como a principal prioridade para a próxima década da astronomia. Em 17 de fevereiro de 2016 foi aprovado para desenvolvimento e lançamento. Em 20 de maio de 2020, o administrador da NASA Jim Bridenstine anunciou que a missão seria chamada de Telescópio Espacial Nancy Grace Roman em reconhecimento ao papel da primeira Chefe de Astronomia e primeira mulher com cargo executivo da NASA no campo da astronomia . Em julho de 2022, o telescópio Roman está programado para ser lançado em um foguete Falcon Heavy sob um contrato com prontidão até outubro de 2026 , com um compromisso de lançamento da NASA até maio de 2027.

## Desenvolvimento da missão
O projeto do Telescópio Espacial Roman compartilha uma herança com vários projetos propostos para a Missão Conjunta de Energia Escura (JDEM) entre a NASA e o Departamento de Energia (DOE).
O projeto original, denominado WFIRST Design Reference Mission 1, foi estudado entre 2011 e 2012, propondo um telescópio desobstruído com 1.3 m (4.3 ft) de diâmetro, anastigmat de três espelhos. O projeto continha um único instrumento, composto de um espectrômetro de prisma sem fenda e uma câmera de imagem visível ao infravermelho próximo.
Em 2012, surgiu outra possibilidade: a NASA poderia usar um telescópio do National Reconnaissance Office (NRO) fabricado pela Harris Corporation para realizar uma missão como a planejada para o WFIRST. A NRO ofereceu-se para doar dois telescópios, do mesmo tamanho do Telescópio Espacial Hubble, mas com uma distância focal mais curta e, portanto, um campo de visão mais amplo. Isto proporcionou um importante impulso político ao projeto. Este conceito de missão, denominado WFIRST-AFTA (Astrophysics Focused Telescope Assets), foi amadurecido por uma equipe científica e técnica e esta missão é atualmente o único plano da NASA para o uso dos telescópios NRO. O desenho da linha de base do Roman inclui também um coronógrafo para permitir a imagem direta de exoplanetas .
Diversas implementações do WFIRST/Roman foram estudadas. Estes incluíram a configuração do Joint Dark Energy Mission -Omega: uma missão de referência de design provisória que apresentava um telescópio de 1.3 m (4.3 ft),  uma missão de referência de projeto 1 com um telescópio de 1,3m, uma missão de referência de projeto 2 com um telescópio de 1.1 m (3.6 ft) e várias iterações do AFTA com configuração de 2.4 m (7.9 ft).
No relatório final de 2015, Roman foi considerado tanto para a órbita geossíncrona quanto para uma órbita em torno do ponto Lagrange Sol-Terra L2. L2 tem desvantagens em relação à órbita geossíncrona na taxa de dados disponível e no propulsor necessário, mas vantagens para melhores restrições de observação, melhor estabilidade térmica e ambiente de radiação mais benigno. Alguns casos científicos (como a paralaxe de microlentes de exoplanetas) são melhorados em L2, mas a possibilidade de manutenção robótica em qualquer um dos locais é atualmente desconhecida. Em fevereiro de 2016, foi decidido usar uma órbita halo em torno de L2.
O projeto é liderado por uma equipe do Goddard Space Flight Center da NASA em Greenbelt, Maryland . Em 30 de novembro de 2018, a NASA anunciou que havia assinado um contrato para o telescópio. Isso foi para uma parte chamada OTA, o Optical Telescope Assembly, e vai até 2025. Isto ocorre em conjunto com o Goddard Space Flight Center, para o qual a OTA está planejada para entrega como parte deste contrato.
Uma descrição das capacidades da missão em fevereiro de 2019 está disponível em um white paper publicado por membros da equipe do Roman.

## Objetivos científicos
Os objetivos científicos para o Roman visam abordar questões de ponta em cosmologia e pesquisa de exoplanetas, incluindo:
- Responder perguntas básicas sobre energia escura, complementares à missão Euclides da Agência Espacial Europeia (ESA), e incluindo: A aceleração cósmica é causada por um novo componente de energia ou pelo colapso da relatividade geral em escalas cosmológicas? Se a causa for um novo componente de energia, a sua densidade de energia é constante no espaço e no tempo, ou evoluiu ao longo da história do universo? Roman usará três técnicas independentes para sondar a energia escura: oscilações acústicas bárion, observações de supernovas distantes e lentes gravitacionais fracas .
- Concluir um censo de exoplanetas para ajudar a responder novas questões sobre o potencial de vida no universo: Quão comuns são sistemas solares como o nosso? Que tipos de planetas existem nas regiões frias e externas dos sistemas planetários? O que determina a habitabilidade de mundos semelhantes à Terra? Este censo utiliza uma técnica que pode encontrar exoplanetas com massa apenas algumas vezes maior que a da Lua: microlentes gravitacionais . O censo também incluiria uma amostra de planetas flutuantes com massas pequenas, com possível sensibilidade até massas como a do planeta Marte .[17]
- Estabelecer uma investigação para convidados, ou seja, não só para a equipe Roman, permitindo que novas pesquisas respondam a diversas questões sobre a nossa Galáxia e o Universo.
- Fornecer um coronógrafo para imagens diretas de exoplanetas que fornecerá as primeiras imagens diretas e espectros de planetas em torno de nossos vizinhos mais próximos, semelhantes aos nossos próprios planetas gigantes.

## Instrumentos

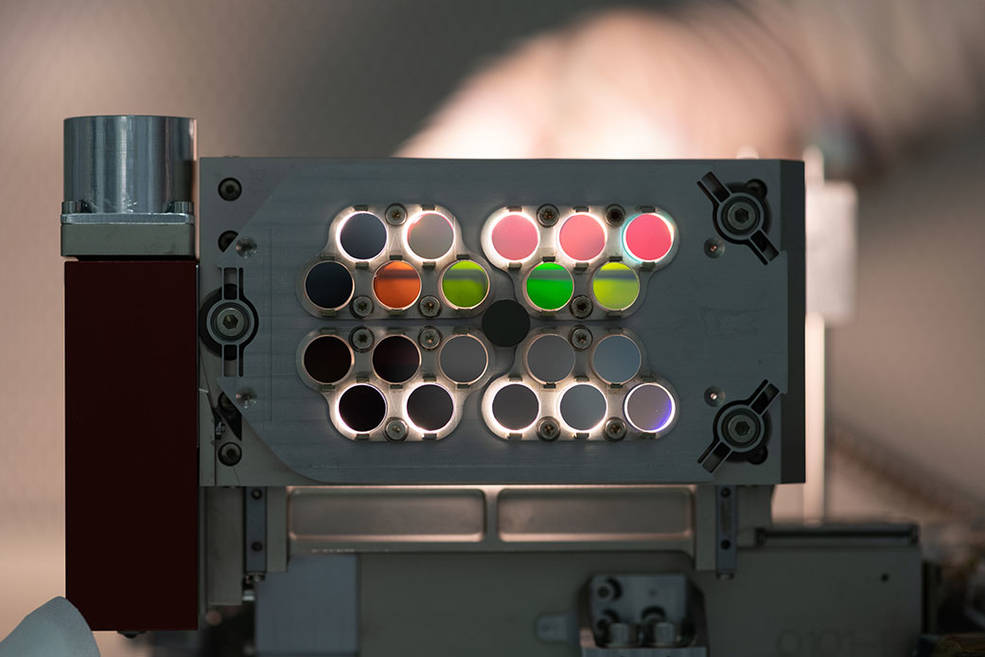
Os filtros do Conjunto de Filtros de Cor do Instrumento Coronógrafo do Telescópio Espacial Roman da NASA bloqueiam toda a luz, exceto uma cor específica, ou comprimento de onda. Muitos dos filtros parecem escuros nesta foto porque são transparentes apenas à luz infravermelha, que é invisível ao olho humano.

O telescópio transportará dois instrumentos.
WFI
O Wide-Field Instrument (WFI) é uma câmera de 300,8 megapixels que fornece multibanda visível para imagens até infravermelho próximo (0,48 a 2,30μm)  usando um filtro de banda larga e seis filtros de banda estreita. Uma matriz de plano focal baseada em HgCdTe captura um campo de visão de 0,28 graus quadrados com uma escala de pixels de 110 milissegundos de arco. A matriz de detectores é composta por 18 detectores H4RG-10 fornecidos pela Teledyne . Este instrumento também carrega conjuntos de prismas de alta dispersão e de baixa dispersão para espectroscopia sem fenda de campo amplo.
CGI
O Instrumento Coronagráfico (CGI) é um coronógrafo de alto contraste que cobre comprimentos de onda mais curtos (575 nm a 825 nm) usando tecnologia de supressão de luz estelar de espelho duplo deformável. Pretende-se obter uma supressão de parte por bilhão da luz estelar para permitir a detecção e espectroscopia de planetas com uma separação visual de apenas 0,15 segundos de arco de suas estrelas hospedeiras.

## História
Em 2 de março de 2020, a NASA anunciou que havia aprovado o processo de implementação do WFIRST (agora Roman) com um custo de desenvolvimento esperado de US$ 3,2 bilhões e um custo total máximo de US$ 3,934 bilhões, incluindo o coronógrafo e cinco anos de operações científicas de missão.
Em 20 de maio de 2020, o administrador da NASA Jim Bridenstine anunciou que a missão seria chamada de Telescópio Espacial Nancy Grace Roman em reconhecimento ao papel da ex-Chefe de Astronomia da NASA no campo da astronomia .
Em 31 de março de 2021, o Escritório do Inspetor Geral da NASA (OIG) divulgou um relatório que afirmava que o desenvolvimento do Telescópio Espacial Nancy Grace Roman havia sido afetado pela pandemia de COVID-19, que atingiu os EUA durante um período particularmente importante no desenvolvimento do telescópio. A NASA espera um impacto total de US$ 400 milhões devido à pandemia e seu efeito sobre os subcontratados do projeto.
Em 29 de setembro de 2021, a NASA anunciou que Roman havia passado em sua Revisão Crítica de Design (CDR) e que, com os impactos previstos das interrupções do COVID-19 e com a fabricação de hardware de voo concluída até 2024, seguida pela integração da missão, a data de lançamento não seria posterior a maio de 2027.
Em 19 de julho de 2022, a NASA anunciou que Roman seria lançado em um veículo de lançamento Falcon Heavy, com um contrato especificando prontidão até outubro de 2026 e um custo de lançamento de aproximadamente US$ 255 milhões.

### História e status de financiamento

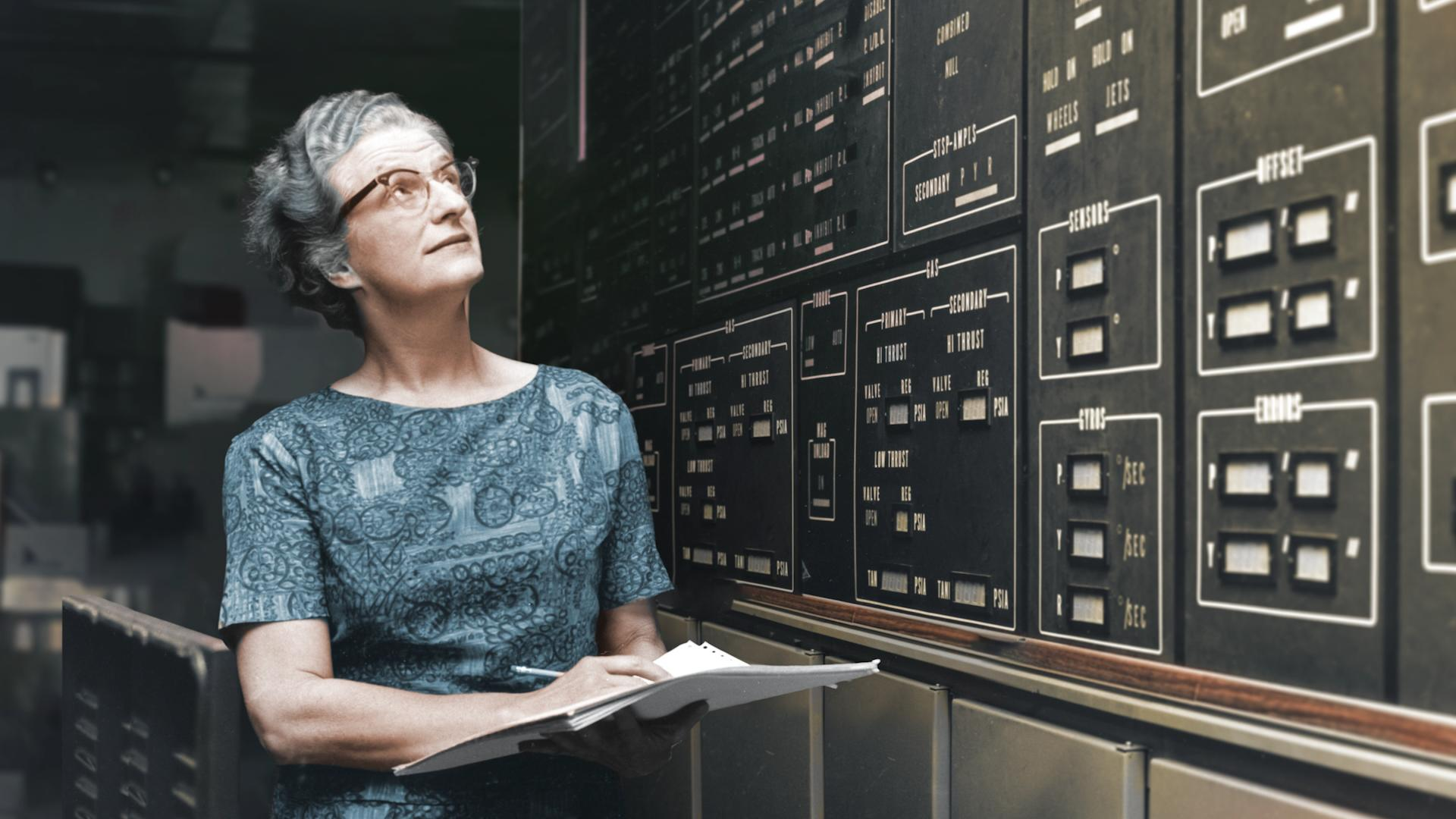
Dra. Nancy Grace Roman, a primeira Chefe de Astronomia da NASA, é mostrada no Goddard Space Flight Center da NASA em Greenbelt, Maryland, aproximadamente em 1972.

No ano fiscal de 2014, o Congresso providenciou US$ 56 milhões para a missão Roman, e em 2015 o Congresso providenciou mais US$ 50 milhões. A conta de gastos do ano fiscal de 2016 forneceu mais US$ 90 milhões para Roman, o que foi muito acima do pedido da NASA de US$ 14 milhões, permitindo que a missão entrasse na "fase de formulação" em fevereiro de 2016. Em 18 de fevereiro de 2016, a NASA anunciou que Roman havia se tornado oficialmente um projeto (não mais um estudo), o que significa que a agência pretendia realizar a missão conforme o planejado; naquela época, a parte "AFTA" do nome foi abandonada, pois essa abordagem era a única sendo seguida. Roman foi então planejado para um lançamento em meados de 2020 (atualmente, seu lançamento é planejado para 2026-2027). O custo total do Roman naquela época era esperado em mais de US$ 2 bilhões; A estimativa do orçamento da NASA para 2015 foi de cerca de US$ 2 bilhões em dólares de 2010, o que deve ser ajustado considerando a inflação.
Em abril de 2017, a NASA encomendou uma revisão independente do projeto para garantir que o escopo e o custo da missão fossem compreendidos e alinhados. A revisão reconheceu que Roman oferece "capacidades de pesquisa inovadoras e sem precedentes para energia escura, exoplanetas e astrofísica geral ", mas direcionou a missão para "reduzir o custo e a complexidade de forma que obtivesse uma estimativa de custo consistente com os US$ 3,2 bilhões estabelecidos no início da Fase B". Em janeiro de 2018, a NASA anunciou as reduções de custos, em resposta a esta recomendação, e que Roman prosseguiria com a revisão do projeto de sua missão em fevereiro de 2018, iniciando sua Fase B em abril de 2018. Em março de 2018, a NASA confirmou que as mudanças  feitas reduziram o custo estimado do ciclo de vida para US$ 3,2 bilhões e que a novas decisões para a Fase B seriam implementadas a partir de 11 de abril de 2018.
Em fevereiro de 2018, a administração Trump propôs um orçamento para o ano fiscal de 2019 que teria atrasado o financiamento do Roman (então chamado WFIRST), citando prioridades mais altas  dentro da NASA e o custo crescente deste telescópio. A proposta de retirada de financiamento do projeto foi recebida com críticas por astrônomos profissionais, que observaram que a comunidade astronômica americana classificou Roman como a missão espacial de maior prioridade para a década de 2020 na Pesquisa Decadal de 2010 . A própria Sociedade Astronômica Americana expressou “grave preocupação” com a proposta de retirada de financiamento e observou que o custo estimado do ciclo de vida de Roman não mudou nos dois anos anteriores. O Congresso, concordando com a bancada científica, aprovou um novo orçamento para a missão Roman para o ano fiscal de 2018 em 22 e 23 de março de 2018. Este orçamento excedia a solicitação da NASA para aquele ano, e vinha com a afirmação de que o Congresso "[rejeitava] o cancelamento das prioridades científicas recomendadas pelo processo de pesquisa decenal da Academia Nacional de Ciências". O Congresso ainda determinou que a NASA deveria desenvolver novas estimativas de custos totais e anuais para o desenvolvimento do telescópio Roman. O presidente, então, anunciou que assinou o projeto de lei em 23 de março de 2018. A NASA foi financiada por meio de um projeto de lei de dotações para o ano fiscal de 2019 em 15 de fevereiro de 2019, com US$ 312 milhões para o Roman, rejeitando o pedido de orçamento reduzido do presidente e reafirmando o desejo de conclusão do Roman com um orçamento de planejamento de US$ 3,2 bilhões.
Em março de 2019, a administração Trump propôs novamente retirar o financiamento do Roman (então chamado WFIRST) em sua proposta de orçamento para o ano fiscal de 2020 ao Congresso. Em depoimento, em 27 de março de 2019, o administrador da NASA Jim Bridenstine sugeriu que a NASA continuaria Roman após o Telescópio Espacial James Webb, afirmando que "o WFIRST será uma missão crítica quando James Webb estiver em órbita". Em uma apresentação de 26 de março de 2019 ao Comitê de Astronomia e Astrofísica das Academias Nacionais, o Diretor da Divisão de Astrofísica da NASA, Paul L. Hertz, afirmou que a missão Roman "está mantendo seu custo de US$ 3,2 bilhões por enquanto. . . Precisamos de US$ 542 milhões no ano fiscal de 2020 para permanecer no caminho certo”. Naquela época, foi declarado que Roman realizaria sua Revisão Preliminar do Projeto (PDR) para a missão geral em outubro de 2019, seguida de uma confirmação formal da missão no início de 2020.
A NASA anunciou a conclusão da Revisão Preliminar do Projeto (PDR) em 1 de novembro de 2019, mas alertou que, embora a missão permanecesse no caminho certo para uma data de lançamento em 2025, as deficiências na proposta de orçamento do Senado para o ano fiscal de 2020 para Roman ameaçavam atrasá-la ainda mais.

## Instituições, parcerias e contratos

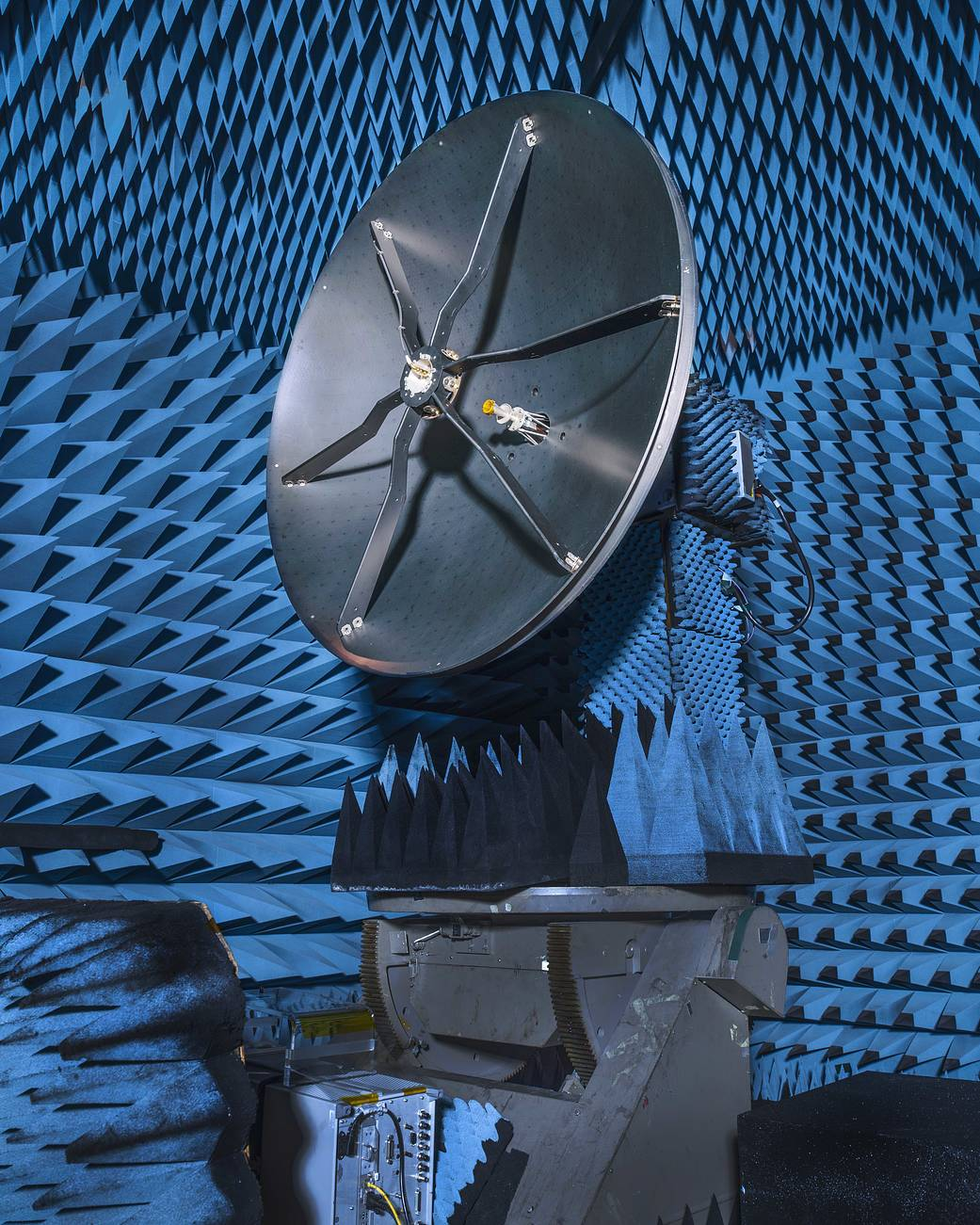
Antena de alto ganho para telescópio espacial Roman. O prato mede 1,7 metros de diâmetro e pesa 10,9 quilogramas.

O escritório do projeto Roman está localizado no Goddard Space Flight Center da NASA em Greenbelt, Maryland, e é responsável pelo gerenciamento geral do projeto. O centro de pesquisa GSFC também lidera o desenvolvimento do instrumento de campo amplo (WFI), da espaçonave e do telescópio. Já o Instrumento Coronagráfico (CGI) está sendo desenvolvido no Laboratório de Propulsão a Jato da NASA em Pasadena, Califórnia. As atividades de apoio científico para Roman são compartilhadas entre o Space Telescope Science Institute ( Baltimore, Maryland ), que é o Centro de Operações Científicas; o Centro de Análise e Processamento de Infravermelho, Pasadena, Califórnia; e GSFC .

### Parceiros
Quatro parceiros internacionais - a agência espacial francesa CNES, a Agência Espacial Europeia (ESA), a Agência Japonesa de Exploração Aeroespacial (JAXA) e o Instituto Max Planck de Astronomia -juntaram-se à NASA para fornecer vários componentes e apoio científico para Roman.

 A partir de 2016, a NASA manifestou interesse nas contribuições da ESA para a nave espacial, o coronógrafo e o apoio à estação terrestre. Para o instrumento coronógrafo, foram estabelecidas contribuições da Europa e do Japão . Em 2018, foi considerada uma contribuição do Instituto Max Planck de Astronomia, da Alemanha, para as rodas de filtro para a máscara de bloqueio de estrelas dentro do coronógrafo. Em 2016, a agência espacial japonesa JAXA propôs adicionar um módulo de polarização ao coronógrafo, além de um compensador de polarização. Uma capacidade precisa de polarimetria no Roman pode fortalecer o argumento científico para exoplanetas e discos planetários, o que mostra polarização. O apoio terrestre será fornecido por uma nova estação da NASA em White Sands, pela estação Misada no Japão e pela estação New Norcia da ESA na Austrália.

### Contratos de construção
Em maio de 2018, a NASA concedeu um contrato plurianual à Ball Aerospace para fornecer componentes-chave (o conjunto optomecânico WFI) para o instrumento de campo amplo em Roman. Em junho de 2018, a NASA assinou um contrato com a Teledyne Scientific and Imaging para fornecer os detectores infravermelhos para o Wide-Field Instrument. Em 30 de novembro de 2018, a NASA anunciou que havia concedido o contrato para montagem de telescópio óptico à Harris Corporation de Rochester, Nova York .